# Aedes gabriel
Aedes gabriel är en tvåvingeart som beskrevs av Schick 1970. Aedes gabriel ingår i släktet Aedes och familjen stickmyggor. Inga underarter finns listade i Catalogue of Life.